# 18601 Зафар
18601 Зафар (18601 Zafar) — астероїд головного поясу, відкритий 23 січня 1998 року.
Тіссеранів параметр щодо Юпітера — 3,503.